# Sztóma (orvostudomány)
A sztóma görög eredetű szó, szájadékot jelent, amelyet sebészeti eljárással a vékonybélen (ileostoma), a vastagbélen (colostoma), vagy a vizeletelvezető rendszeren (urostoma) ürülő tartalom elvezetése érdekében a hasfalon készítenek. Lehet ideiglenes vagy végleges kialakítású is. Ideiglenes sztómáról akkor beszélünk, amikor kialakítása csak egy átmeneti (általában néhány hónapos) időtartamra történik. Végleges sztóma akkor válik szükségessé, amikor az adott betegség megoldására már egy később megváltoztathatatlan állapot jön létre.
Emésztőrendszeri sztóma kialakításának leggyakoribb okai lehetnek a daganatos végbél-megbetegedések, Crohn-betegség, colitis ulcerosa, gyulladásos bélbetegségek, bélelzáródások, baleseti sérülések és besugárzási hatások. A bél még egészséges részét ilyenkor a hasfalon kialakított nyíláson keresztül pár öltéssel a bőrhöz rögzítik. A bélnyálkahártyában nincsenek érzőidegek, ezért a kivezetett bélszakasz tapintásra nem fájdalmas.
A sztómából ürülő tartalom felfogására szolgál az ún. egy- vagy kétrészes sztómazsák, amely öntapadó felülettel rögzül a bőrfelülethez.

## Ileosztóma (ileostoma)
Az ileosztóma a vékonybél utolsó szakaszából (ileum) kialakított bélkivezetés, amelyet rendszerint a hasfal jobb alsó részén helyeznek el. Általában akkor végzik, ha a vastagbél vagy a végbél eltávolításra kerül, vagy ezek funkcióját ideiglenesen tehermentesíteni kell.
Mivel a vékonybélből származó béltartalom folyékony és emésztőenzimekben gazdag, az ileosztómából ürülő váladék erősen irritálhatja a bőrt, ha a sztómazsák nem zár megfelelően. Emiatt az ileosztómás betegeknek fokozott figyelmet kell fordítaniuk a bőrvédelemre és a zsák gyakori ürítésére. A kivezetés típusa lehet ideiglenes (például gyulladásos bélbetegség után), vagy végleges, ha a bélrendszer már nem állítható helyre.
A híg béltartalom miatt az ileosztóma fokozott folyadék- és elektrolitveszteséggel járhat, ezért az érintetteknek ügyelniük kell a rendszeres folyadékpótlásra. Táplálkozási szempontból fontos az olyan ételek kerülése, amelyek elzáródást, puffadást vagy fokozott gázképződést válthatnak ki. Ennek ellenére a legtöbb beteg a megfelelő alkalmazkodás után teljes értékű életet élhet.

## Kolosztóma (colostoma)
A kolosztóma a vastagbélből kialakított bélkivezetés, amelyet jellemzően a has bal oldalán, a köldöktől kissé lefelé helyeznek el. A sztóma pontos elhelyezkedését az egyéni testalkat, a sebészeti beavatkozás típusa és a beteg állapota határozza meg.
A kolosztóma kialakítása több okból is szükségessé válhat, például vastagbélrák, divertikulitisz, trauma, bélelzáródás vagy gyulladásos bélbetegség miatt. A sztóma lehet ideiglenes, amikor a cél a bél tehermentesítése vagy a gyógyulás elősegítése, illetve végleges, ha a végbél vagy a végbélnyílás már nem funkcionál.
A kolosztóma általában sűrűbb, formált székletet ürít, mivel a béltartalom hosszabb szakaszon halad át a tápcsatornán. Emiatt a szivárgás és a bőrirritáció kockázata alacsonyabb, mint az ileosztómánál, azonban a megfelelő sztómazsák-rendszer és bőrápolás itt is elengedhetetlen.

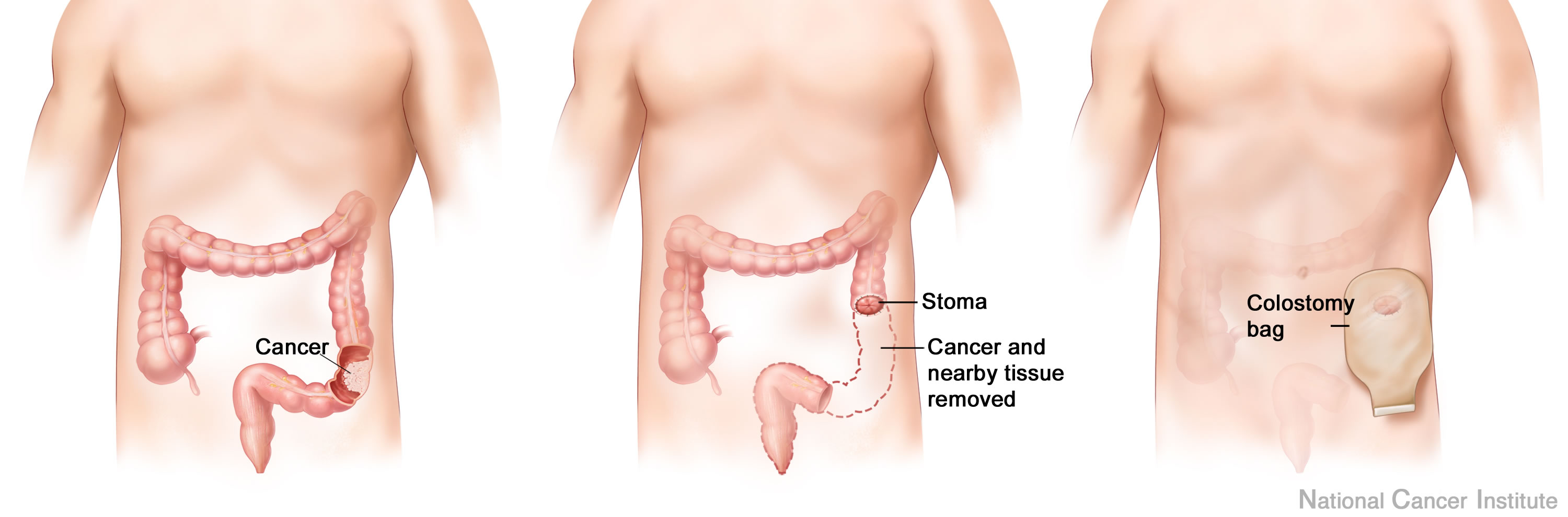
A kolosztóma elméleti bemutatása

## Urosztóma (urostoma)
Az urosztóma egy vizeletelvezetésre szolgáló kivezetés, amelyet akkor alkalmaznak, ha a húgyhólyag eltávolításra kerül, vagy a normál vizeletelvezetés súlyosan károsodik. Leggyakrabban cisztektómia után alkalmazzák, például húgyhólyagrák miatt végzett műtétek után.
Az eljárás során a két húgyvezetéket (ureter) egy rövid vastag- vagy vékonybélszakaszhoz kapcsolják, amelyet teljesen elválasztanak a bélrendszertől. Ez az izolált szakasz vezeti ki a vizeletet a hasfalon át kialakított nyíláson (sztóma), amelyre egy zárt, vízhatlan sztómazsák csatlakozik.
Az urosztóma folyamatosan, szabályozatlanul üríti a vizeletet, ezért a zsák rendszeres ürítése és cseréje elengedhetetlen. A bőrvédelem itt is fontos, mivel a vizelet irritáló hatású lehet. A modern urosztómiás rendszerek segítenek a szivárgás megelőzésében, diszkrét viselést biztosítanak, és jelentősen hozzájárulnak a betegek életminőségének fenntartásához.

## Sztómazsák
A sztómazsák olyan orvosi segédeszköz, amely a sztómán keresztül távozó béltartalom vagy vizelet felfogására szolgál. A zsák típusa és kialakítása igazodik a sztóma fajtájához (ileosztóma, kolosztóma vagy urosztóma), a beteg állapotához és életviteléhez.
Két fő rendszer létezik: az egyrészes, ahol a zsák és az öntapadó felület egyetlen egységet alkot, illetve a kétrészes, amelynél a zsák egy cserélhető alaplaphoz csatlakozik. Az egyrészes rendszert gyakran alkalmazzák a műtét utáni időszakban, míg a kétrészes rendszer hosszabb távra, kifinomultabb igényekre készült.
A zsákok lehetnek nyitott végűek, amelyek üríthetők, vagy zárt végűek, amelyeket használat után cserélni kell. Az ileosztómás és urosztómás betegek számára általában a nyitható zsákok javasoltak a gyakoribb ürítés miatt, míg kolosztómás betegeknél gyakran elegendő a zárt típus is.
A modern sztómazsákok szagmentesen záródnak, bőrbarát anyagból készülnek, és diszkrét megjelenésükkel lehetővé teszik a hétköznapi életvitel fenntartását. A megfelelő méret, típus és illeszkedés kiválasztása kulcsfontosságú a szivárgás, irritáció és pszichés megterhelés megelőzése érdekében. A bőrvédő gyűrűk, paszták és tapaszok segítenek a tökéletes illeszkedés és komfortérzet biztosításában.

## Bőrápolás a sztóma körül
A sztóma körüli (perisztomális) bőr védelme kulcsfontosságú a szivárgás, irritáció és bőrszövődmények megelőzésében. A sérült bőr nemcsak kellemetlenséget okoz, de a sztómazsák megfelelő rögzítését is akadályozhatja. Ez egy ördögi kört indíthat el, amely bőrproblémákhoz és pszichés terheléshez vezethet.
Alapvető higiéniai gyakorlatok:
- Langyos vízzel történő lemosás javasolt minden zsákcserekor. Illatanyagmentes, semleges pH-jú szappan használata megengedett, de olaj- vagy alkoholalapú készítmény kerülendő.
- A bőrt minden esetben alaposan, de kíméletesen szárazra kell törölni – a nedvesség akadályozza a tapadást.
- A tapadófelületet (pl. alaplap) lassan, a bőrt visszanyomva kell eltávolítani, nem szabad hirtelen letépni.
- Használhatók bőrvédő filmrétegek, gyűrűk, paszták vagy konvex alaplapok, ha a testkontúr vagy bőrredők ezt indokolják.

Alternatív tisztítási megoldások:
Ha nincs lehetőség vízzel történő mosásra (utazás, kórházi helyzet), alkalmazhatók kifejezetten sztómásoknak fejlesztett, alkohol- és illatanyagmentes bőrtisztító kendők vagy spray-k. Ezek nem hagynak vissza olajos réteget, így nem rontják a tapadást.

## Gyakorlati tanácsok a sztómás mindennapokhoz
A sztómával élők számára a hétköznapi rutin kialakítása és a testi-lelki egyensúly fenntartása komoly kihívást jelenthet, különösen az első hónapokban. A mindennapokat megkönnyíthetik azok a tapasztalati alapon kialakult gyakorlatok, amelyek segítenek a sztómazsák kezelésében, a bőrápolásban és a kellemetlenségek megelőzésében.
A legfontosabb szempont a rendszeresség. A sztómazsák ürítése akkor a legideálisabb, ha még félig sincs megtelve, mivel így megelőzhető a szivárgás vagy a tasak leválása. Reggel, étkezés előtt célszerű elvégezni a cserét, amikor a bélműködés még nyugalmi állapotban van. A sztóma környékének tisztításához érdemes langyos vizet és puha, szöszmentes anyagot használni, az illatosított kendők kerülendők.
A tapadófelület biztosítása érdekében fontos, hogy a bőr teljesen száraz legyen, mielőtt új zsák kerül felhelyezésre. Az illesztőnyílást mindig a sztóma méretéhez kell igazítani – sem túl szűk, sem túl tág kivágás nem megfelelő, mert irritációt vagy szivárgást okozhat. Ha a bőr mégis kipirosodik vagy sérül, érdemes bőrvédő filmréteget vagy speciális pasztát alkalmazni.
A ruházat kiválasztásánál a kényelem és a diszkréció egyaránt fontos. A szűk derekú nadrágok vagy szorító övek zavarhatják a zsák működését. Léteznek kifejezetten sztómás betegeknek gyártott övrendszerek, amelyek segítik a stabil rögzítést és takarást.
A táplálkozás szintén befolyásolja a sztómás állapotot. Célszerű kerülni a puffasztó, túlzottan fűszeres vagy nehezen emészthető ételeket, különösen a beavatkozás utáni időszakban. A rostbevitel fokozatos visszavezetése, a bőséges folyadékfogyasztás és az étkezések ritmusának megtartása elősegíti a stabil bélműködést.